# Giro del Piemonte 1986
Il Giro del Piemonte 1986, settantaquattresima edizione della corsa, si svolse il 16 ottobre 1986 su un percorso di 206 km. La vittoria fu appannaggio dell'italiano Gianni Bugno, che completò il percorso in 4h35'56" precedendo il connazionale Enrico Grimani e il francese Jean-François Bernard.
Sul traguardo di Novara 100 ciclisti portarono a termine la competizione.

## Ordine d'arrivo (Top 10)
| Pos. | Corridore               | Squadra                | Tempo    |
| ---- | ----------------------- | ---------------------- | -------- |
| 1    | Gianni Bugno            | Atala-Ofmega           | 4h35'56" |
| 2    | Enrico Grimani          | Magniflex-Centroscarpa | s.t.     |
| 3    | Jean-François Bernard   | La Vie Claire-Wonder   | s.t.     |
| 4    | Phil Anderson           | Panasonic-Merckx       | s.t.     |
| 5    | Czesław Lang            | Del Tongo Colnago      | s.t.     |
| 6    | Gilbert Duclos-Lassalle | Peugeot-Shell          | s.t.     |
| 7    | Francesco Rossignoli    | Carrera Jeans          | s.t.     |
| 8    | Walter Delle Case       | Murella-Fanini         | s.t.     |
| 9    | Alfred Achermann        | KAS-Mavic              | s.t.     |
| 10   | Jaanus Kuum             | La Vie Claire-Wonder   | s.t.     |